# Šatrijos Ragana
Šatrijos Ragana, pseudonimo di Marija Pečkauskaitė, in polacco Maria Pieczkowska (Rietavas, 8 marzo 1877 – Židikai, 24 luglio 1930), è stata una scrittrice, educatrice e umanista lituana.
Le sue opere di maggior successo sono state Sename dvare (in italiano "Nella vecchia tenuta", 1922) e Irkos tragedija (in italiano "Tragedia di Irka").

## Biografia
Nata a Rietavas, nel governatorato di Kovno, da una famiglia di piccoli nobili lituani, Pečkauskaitė è cresciuta nella cultura polacca. Tuttavia fece amicizia con i contadini lituani locali e, influenzata dal suo tutore Povilas Višinskis, si unì alla Risveglio nazionale lituano. A causa della salute cagionevole e delle tasse scolastiche costose, Pečkauskaitė non riuscì a diplomarsi al ginnasio di San Pietroburgo e dovette completare i suoi studi privatamente nella tenuta Labūnava, vicino a Užventis.
Višinskis tradusse le sue prime opere in lituano visto che furono scritte in polacco, e pubblicate su periodici lituani liberali, come Varpas e Ūkininkas. Tuttavia Pečkauskaitė non era d'accordo con il loro programma e rivolse i suoi scritto al giornale filo-cattolico Tėvynės sargas e altri simili. Dopo la morte del padre nel 1898 la famiglia si trasferì a Šiauliai poiché la vecchia tenuta dovette essere venduta per debiti. Nel 1905 ricevette una borsa di studio dalla Žiburėlis, fondata da Gabrielė Petkevičaitė-Bitė, per studiare pedagogia all'Università di Zurigo e all'Università di Friburgo. Durante gli studi ha incontrato Friedrich Wilhelm Foerster e rimase molto colpita dalle sue opinioni sull'istruzione; in seguito tradusse molte delle sue opere in lituano. Dopo il ritorno in Lituania nel 1907, Pečkauskaitė soggiornò brevemente a Šaukotas e Vilnius. Ha partecipato al primo Congresso delle donne lituane e ne è stata eletta vicepresidente. Nel 1909 fu assunta dalla società Žiburys come insegnante nel ginnasio femminile a Marijampolė. Nel 1915 si trasferì a Židikai dove trascorse il resto della sua vita lavorando come insegnante. Fu coinvolta attivamente nella vita culturale della città, promuovendo l'astemia, organizzando un coro giovanile e altre opere di beneficenza. Per i suoi successi in pedagogia, Pečkauskaitė ricevette la laurea honoris causa dall'Università Vitoldo Magno nel 1928. Morì a Židikai nel 1930.

## Carriera
Pečkauskaitė debuttò nel 1896 con il racconto Margi paveikslėliai (Immagini Eterogenee). Le sue opere riflettono i cambiamenti sociali del suo tempo: dalle tenute ai villaggi, dagli ex nobili ai contadini, dalla cultura polacca a quella lituana. Tutti i suoi personaggi sono individui forti e romantici che vivono secondo ideali cristiani. Spesso si sacrificano altruisticamente a beneficio della società come ad esempio Viktutė, un personaggio che sacrifica la sua carriera artistica per lavorare come insegnante in una piccola città oppure un ragazzo di villaggio di Vincas Stonis (1906) che rileva con successo la fattoria di suo padre e lo convince persino a tornare dall'America. Pečkauskaitė fu una delle prime scrittrici lituane a creare personaggi profondi e complessi, analizzandone non solo la psicologia ma anche la spiritualità
.
Il suo romanzo più acclamato dalla critica, Sename dvare, è in qualche modo autobiografico e descrive la famiglia di un proprietario terriero samogita. I proprietari terrieri e padronali, a differenza degli scritti di Žemaitė o Lazdynų Pelėda, non sono le fonti dell'ingiustizia sociale, ma uno degli ultimi avamposti rimasti della vecchia cultura, idee e valori. Attraverso la raffigurazione di Mamatė (diminutivo di “madre”) l'autrice esprime la consapevolezza che la vita fisica è temporanea e aspira all'esistenza metafisica permanente (la morte). Come in altre opere, le parti ispirate alla sua prima infanzia sono particolarmente luminose e calde, colorate da ricordi amorevoli di sogni e aspirazioni e tendono all'impressionismo. Al contrario, il racconto Irkos tragedija descrive il doloroso scontro del mondo innocente di una giovane ragazza con la dura realtà e il fallimento familiare.